# Velîka Bakta, Bereg
Velîka Bakta (în ucraineană Велика Бакта, maghiară Nagybakta) este o comună în raionul Bereg, regiunea Transcarpatia, Ucraina, formată numai din satul de reședință.

## Demografie
Componența lingvistică a comunei Velîka Bakta
     Ucraineană (60,74%)
     Maghiară (31,23%)
     Rusă (6,59%)
     Alte limbi (0,58%)
Conform recensământului din 2001, majoritatea populației comunei Velîka Bakta era vorbitoare de ucraineană (60,74%), existând în minoritate și vorbitori de maghiară (31,23%) și rusă (6,59%).